# جين هارلو
جين هارلو (بالإنجليزية: Jean Harlow)‏ (3 مارس 1911 - 7 يونيو 1937) ممثلة أفلام أمريكية ورمزًا للجنس في الثلاثينيات من القرن الماضي. وكانت تُعرف باسم «القنبلة الشقراء» (blonde Bombshell) و«الشقراء البلاتينية» (بسبب شعرها الأشقر البلاتيني)، وقد تم تصنيف هارلو كواحدةٍ من أعظم نجوم السينما على الإطلاق من قِبل معهد الفيلم الأمريكي. ولعبت هارلو دور البطولة في عدة أفلام، وقد تم تأليفها بشكل أساسي لإظهار جاذبيتها الجنسية وحضورها القوي على الشاشة، وذلك قبل التحول إلى أدوار أكثر نضوجًا، فضلاً عن تحقيق شهرة واسعة من خلال التعاقد مع شركة مترو غولدوين ماير (MGM). وقد كونت شعبية هارلو الضخمة «وضحكتها الغاوية للرجال» صورة متناقضة للغاية مع حياتها الشخصية، والتي شوهّها الإحباط والمأساوية وأخيرًا موتها المفاجئ بسبب الفشل الكلوي عن عمرٍ يناهز 26 عامًا.

## قائمة المصادر
- Golden, Eve: Platinum Girl: The Life and Legends of Jean Harlow. Abbeville Press, 1991.
- Stenn, David. Bombshell: The Life and Death of Jean Harlow. Bentam Doubleday Dell Publishing, New York, 1993.
- Viera, Mark A. Rooney Darrel, Harlow in Hollywood: The Blonde Bombshell in the Glamour Capital, 1928-1937. Angel City Press. 2011.

## وصلات خارجية
- جين هارلو على موقع IMDb (الإنجليزية)
- جين هارلو على موقع الموسوعة البريطانية (الإنجليزية)
- جين هارلو على موقع روتن توميتوز (الإنجليزية)
- جين هارلو على موقع ألو سيني (الفرنسية)
- جين هارلو على موقع ميوزك برينز (الإنجليزية)
- جين هارلو على موقع تيرنر كلاسيك موفيز (الإنجليزية)
- جين هارلو على موقع أول موفي (الإنجليزية)
- جين هارلو على موقع قاعدة بيانات الأفلام السويدية (السويدية)
- جين هارلو على موقع إن إن دي بي (الإنجليزية)
- جين هارلو على موقع ديسكوغز (الإنجليزية)
- جين هارلو على موقع أول موفي.
- Jean Harlow tribute site نسخة محفوظة 15 أكتوبر 2008 على موقع واي باك مشين.
- Jean Harlow at Franklin D. Roosevelt's 55th birthday party, 1937 على يوتيوب
- Photographs and literature